# 阿纳托利·别列佐沃伊
阿纳托利·尼古拉耶维奇·别列佐沃伊（俄语：Анатолий Николаевич Березовой，1942年4月11日—2014年9月20日），苏联宇航员。1982年执行过他唯一一次太空任务，和列别杰夫累计单次太空飞行211天，打破了之前175天的吉尼斯世界纪录（该纪录后来在1995年被瓦列里·波利亚科夫超越）。

## 生平
1942年4月11日出生于苏联俄罗斯苏维埃联邦社会主义共和国克拉斯诺达尔边疆区阿迪格自治州埃涅姆的一个工人阶级家庭。1959年中学毕业后，在罗斯托夫州新切尔卡斯克石油机械厂工作。1961年进入卡恰高等军事飞行员学校学习，1965年毕业后留校任飞行员教官。1966年加入苏联共产党。1970年4月入选苏联宇航员队伍，在加加林宇航员培训中心接受训练。1972年考试合格，成为第一支队宇航员。
1982年5月13日，他作为指令长，与飞行工程师列别杰夫一起乘坐联盟T-5飞船，与礼炮7号空间站对接。期间，他与联盟T-6机组人员（贾尼别科夫、伊万琴科夫、克雷蒂安）、联盟T-7机组人员（波波夫、谢列布罗夫、萨维茨卡娅）一起工作。1982年12月10日，他和列别杰夫乘坐联盟T-7返回地球。他们累计飞行211天09小时，打破了之前载人航天飞行175天的世界记录。
随后，他接受了国际宇航员计划的飞行训练。1982年获授空军上校军衔。1992年因年龄原因退役。1992年至1999年，担任俄罗斯宇航联合会副主席。1995年12月，他在阿迪格共和国以独立候选人身份参选第二届俄罗斯联邦国家杜马议员，但未能当选。他是2014年索契冬奥会奥运火炬手之一。
2014年9月20日逝世。

## 统计
| # | 发射载具 | 发射时间（UTC） | 对接空间站    | 着陆载具 | 着陆时间（UTC） | 时长总计          | 舱外活动次数 | 舱外活动时长 |
| - | -------- | --------------- | ------------- | -------- | --------------- | ----------------- | ------------ | ------------ |
| 1 | 联盟T-5  | 1982年5月13日   | 礼炮7号空间站 | 联盟T-7  | 1982年12月10日  | 211天09小时04分钟 | 1            | 2小时33分钟  |
|   |          |                 |               |          |                 | 211天09小时04分钟 | 1            | 2小时33分钟  |

太空行走统计
| #      | 日期（UTC）   | 同伴            | 持续时长    |
| ------ | ------------- | --------------- | ----------- |
| 1      | 1982年7月30日 | 瓦连京·列别杰夫 | 2小时33分钟 |
| 总时长 | 总时长        | 总时长          | 2小时33分钟 |

## 荣誉

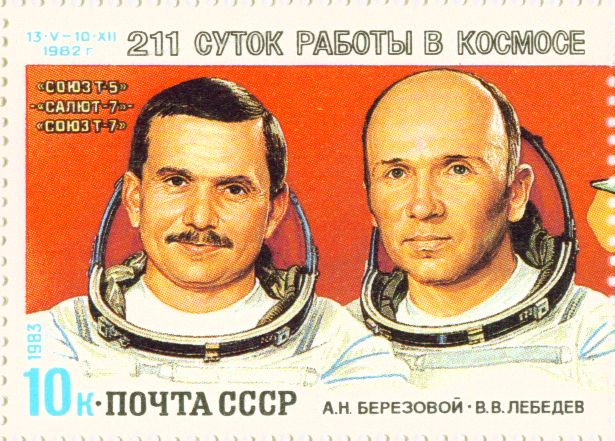
1983年苏联邮票：别列佐沃伊（左）和列别杰夫（右）

- 蘇聯英雄（1982年12月10日）
- 列寧勳章（1982年）
- 三级在蘇聯武裝力量中為祖國服務勳章
- 太空探索優異獎章（2011年4月12日）[6]
- 拜科努尔荣誉市民（1982年）[7]
- 法國榮譽軍團勳章（1982年）